# Couzon
Couzon ist eine französische Gemeinde mit 321 Einwohnern (Stand 1. Januar 2022) im Département Allier in der Region Auvergne-Rhône-Alpes. Sie gehört zum Arrondissement Moulins und zum Kanton Bourbon-l’Archambault.

## Lage
Die Gemeinde Couzone liegt etwa 20 Kilometer nordwestlich von Moulins und 40 Kilometer südlich von Nevers. Alle Fließgewässer im Gemeindegebiet werden vom Fluss Burge gesammelt, der die östliche und nordöstliche Gemeindegrenze bildet und schließlich in den Allier mündet. Nachbargemeinden von Couzon sind Saint-Léopardin-d’Augy im Norden, Aubigny im Nordosten, Agonges im Südosten und Franchesse im Westen.

## Bevölkerungsentwicklung
| Jahr                       | 1962 | 1968 | 1975 | 1982 | 1990 | 1999 | 2006 | 2016 | 2022 |
| Einwohner                  | 417  | 355  | 291  | 301  | 290  | 294  | 295  | 291  | 321  |
| Quellen: Cassini und INSEE |      |      |      |      |      |      |      |      |      |

## Sehenswürdigkeiten
- Kirche Saint-Georges
- Château des Bordes, Schloss aus dem 15. Jahrhundert, Monument historique[1]

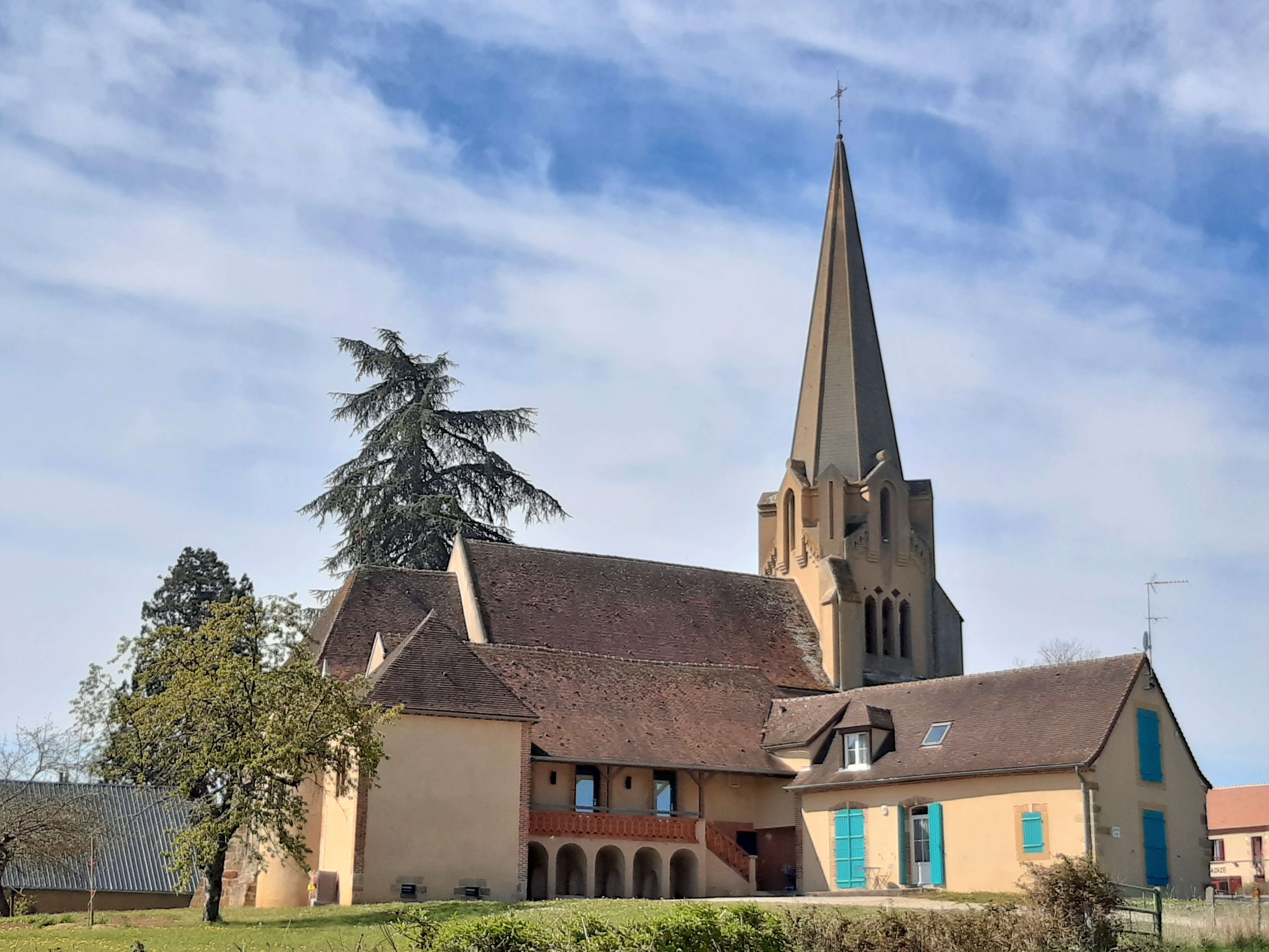
Kirche St. Georges

## Belege
1. ↑  Château des Bordes in der Base Mérimée des französischen Kulturministeriums (französisch)